# Michel Angot (philologue indianiste)
Pour les articles homonymes, voir Angot.
Ne doit pas être confondu avec Michel Angot, ancien maire de Mayenne
Michel Angot, né le 15 mars 1949 à Mont-Saint-Aignan et mort le 8 avril 2024 à Mours-Saint-Eusèbe, est un philologue indianiste français spécialiste de la littérature et de la philosophie de langue sanskrite ainsi que des anciennes sociétés indiennes.
Chercheur indépendant associé du Centre d'Études de l'Inde et de l'Asie du Sud (CEIAS), il fut notamment chargé de cours à l'École des hautes études en sciences sociales (EHESS) et enseigna à l'Université de Nanterre (Paris-X), à l'Institut national des langues et civilisations orientales (INALCO) ainsi qu'au Collège de France et à l'Université libre de Bruxelles (ULB).

## Biographie
« Programmé initialement pour devenir instituteur », Michel Angot fréquente tout d'abord l'École normale où il passe son CAPES pour s'inscrire ensuite en études d’histoire à l’université. 
En 1991, il obtient son doctorat en études orientales de l'université de Paris 3 avec une thèse consacrée à la Théorie du Svara et tradition grammaticale pāninéenne : la Svarasiddhāntacandrikā de Srīnivāsa.
Découvrant que l’histoire ne lui apporte pas les réponses existentielles qu'il souhaite et ne désirant pas poursuivre une carrière universitaire typique, il découvre le sanskrit, 
suit les cours de Pierre-Sylvain Filliozat — directeur d'études de sanskrit à l'École pratique des hautes études à Paris —
qui l'initie au grammairien indien Panini, se lie d'amitié avec Madeleine Biardeau, célèbre indianiste française, et poursuit sa quête en Inde auprès de brahmanes qui lui permettent de pénétrer la manière indienne de penser : « Ma connaissance du sanskrit et le fait que je sache réciter le Veda me permettaient d’accéder à leur spiritualité », dira-t-il plus tard.
Chercheur indépendant, il devient membre associé du Centre d'Études de l'Inde et de l'Asie du Sud (CEIAS),  enseigne à l'Université de Nanterre (Paris-X), à l'Institut national des langues et civilisations orientales (INALCO), à l'École des hautes études en sciences sociales (EHESS)  où il anime des séminaires consacrés à l’étude des textes sanskrits ainsi qu'au Collège de France et à l'Université libre de Bruxelles (ULB).
Philologue indianiste spécialiste de la littérature et de la philosophie de langue sanskrite ainsi que des anciennes sociétés indiennes, Michel Angot a également organisé des voyages culturels pour la société Clio, animé divers séminaires sur le Yoga sūtra et la Haṭha Yoga Pradīpikā dans le monde entier et régulièrement donné des cours de sanskrit ainsi que de littérature et de récitation védiques.

Cours de récitation védique donné par Michel Angot
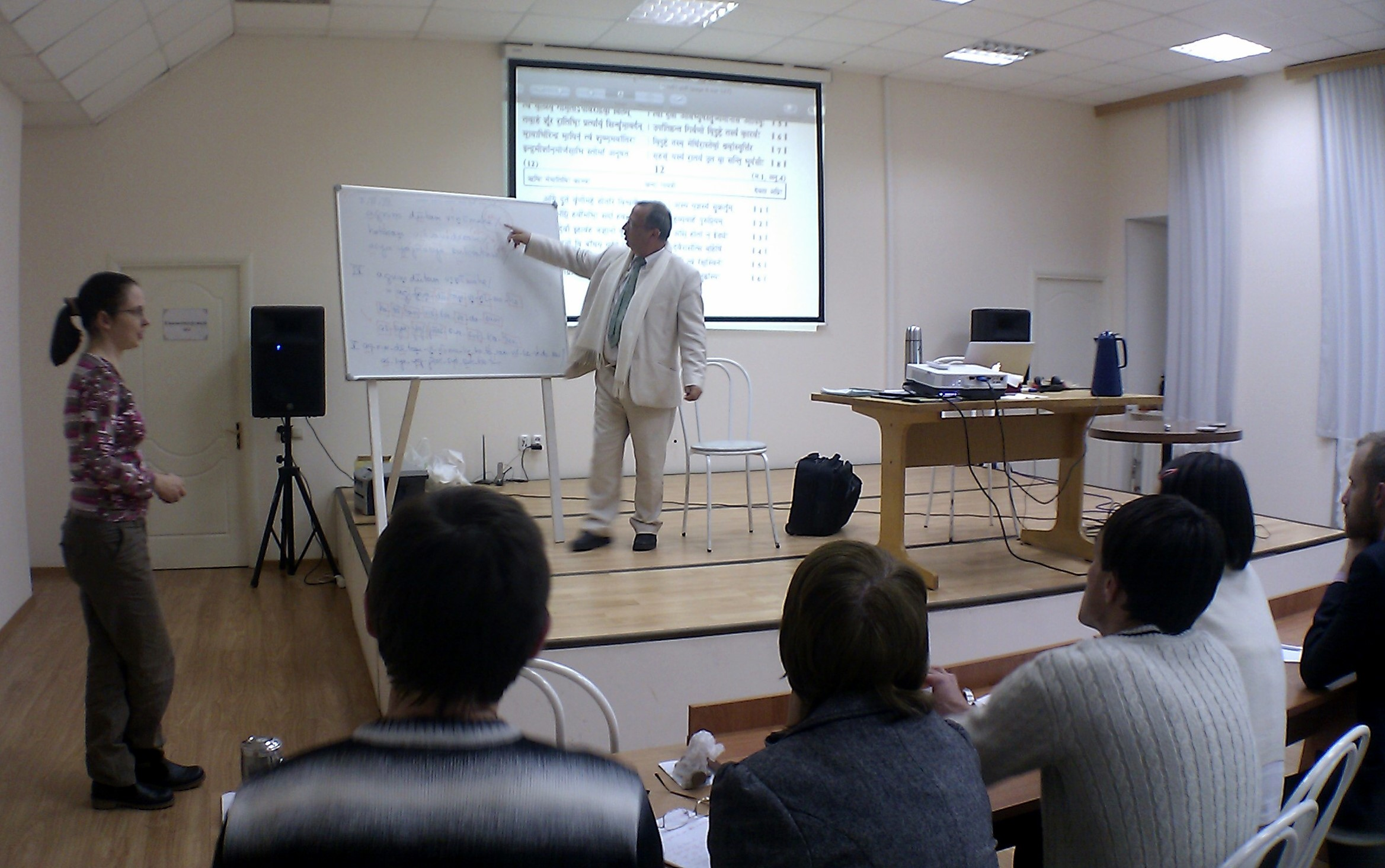

## Publications

### Ouvrages
- L’Inde classique, Paris, Les Belles Lettres, 2001
- La Taittirîya-Upanishad avec le commentaire de Shamkara, Paris, Collège de France, 2007
- Le Yoga-Sῡtra de Patañjali suivi du Yoga-Bhāṣya de Vyāsa, Paris, Les Belles Lettres, 2008, 771 p.« C'est la première traduction française du Yogasūtra accompagnée de son plus ancien commentaire indien, celui de Vyāsa, personnage mythique, complété par des éléments tirés du commentaire de Vijñānabhikṣu, datant du [XVIe siècle], ce qui permet d’avoir une vue de l’état ancien de la doctrine du Yoga et de sa pratique[11]. » L'introduction fait près de deux cents pages, sur un ton engagé et personnel. L'ouvrage est très érudit, l'intention est néanmoins d’être pédagogique, avec de nombreuses notes et notices. Voir les comptes rendus des indianistes André Padoux[11] et de Francis Olivier Zimmermann[12].
- L' Art de conduire la pensée en Inde ancienne: le Nyāya-Sūtra de Gautama Akṣapāda et le Nyāya-Bhāṣya d'Akṣapāda Pakṣilasvāmin, Paris, Les Belles Lettres, coll. « Indika », 896 p., 2009  (ISBN 978-2251720517)
- Shankara. La quête de l'être, Points sagesses, 112 p., 2009  (ISBN 978-2757812839)
- Paroles de brahmanes, Le Seuil, 384 p., 2010  (ISBN 978-2020969741)
- La Caraka-saṃhitā, Traité d'Ayurveda, 2011
- L'Inde, PUF-Clio, coll. « Culture guides », 2012(collection proposée par l'agence de voyages Clio, dirigée par Philippe Conrad et Pascal Gauchon[13])
- Histoire des Indes, Paris, Les Belles Lettres, 2017[14],[15]
- Sanskrit commentarial, tome 1. Les gloses, Paris, Les Belles Lettres, coll. « Indika », 944 p., 2017  (ISBN 978-2251720548)
- Mahābhāṣya de Patañjali. Paspaśā, Paris, Les Belles Lettres, coll. « Indika », 256 p., 2017  (ISBN 978-2251720531)
- Les Mythes des Indes, Seuil, 2019, 558 p.

- Le savoir de la vie: Florilège de l’Ayurveda, illustrations de Djohr, Paris, Les Belles Lettres, 286 p., 2022  (ISBN 978-2251453279). Extrait sonore disponible sur Soundcloud[17].

### Préface
- L'Instruction utile : le Hitopadesha (recueil de fables animalières),  trad. d'Édouard Lancereau, illustrations d'Odile Santi, Paris, Les Belles Lettres, 286 p., 2022  (ISBN 978-2251453606). Extrait sonore disponible sur Soundcloud[18].

### Collectifs
- Images du corps dans le monde hindou (dirigé par Véronique Bouillier et Gilles Tarabout), CNRS Éditions, 2003.
- Ce que les hommes disent aux dieux. Prières des grandes religions (avec Armand Abécassis, Malek Chebel, Philippe Cornu et Jacques Perrier). Seuil, 2007.

### Articles
- « Un manuel de tonalité : La Svarasiddhāntacandrikā de Śrīnivāsadīkṣita », Bulletin d’Études indiennes 6, 1988, p. 11-35
- « Le neutre entre surplus et défaut. La notion de napuṃsakam dans les textes médicaux, grammaticaux et rituels », Bulletin d’Études Indiennes 11-12 , 1995, p. 15-38,
- « Naissance aquatiques du feu dans les rituels religieux et médicaux védiques », in Gérard Capdeville (Dir.), L’eau et le feu dans les religions antiques, , De Boccard, Paris,  2004, p. 219-233
- « Sur quelques convergences de méthode dans les domaines rituel et linguistique. La question de la substitution dans le Veda », in Gérard Colax et Gilles Tarabout (Dir.), Rites hindous. Transferts et transformations, Paris, École des Hautes Études en Sciences Sociales (EHESS), coll. Puruṣārtha, 2006, p. 119-165 (lire en ligne)
- « L’errance des dieux, l’erreur des Asura et la terre des hommes. Remarques sur l’opposition entre les lieux et l’espace dans la littérature védique », Studia Asiatica, n° 1, 2006, p. 17-64. En anglais : « Land and Location : Errant Gods, Erring Asuras and the land of Men : Place and Space in Vedic Literature », in Territory, Soil and Society in South Asia, Delhi, Manohar, 2009, p. 41-98

Sur Clio.fr :
- « Mots et valeurs de la civilisation indienne » (2000)
- « Une histoire de la langue et de la littérature sanskrite » (2002)
- « L'art érotique hindou » (2003)
- « Le Veda. La parole sacrée des brahmanes » (2007)
- « L'âyurveda ancien et contemporain en Asie du Sud et en Occident » (2009)